# Eulophia ramosa
Eulophia ramosa är en orkidéart som beskrevs av Henry Nicholas Ridley. Eulophia ramosa ingår i släktet Eulophia och familjen orkidéer.
Artens utbredningsområde är Madagaskar. Inga underarter finns listade i Catalogue of Life.